# Thymoites sclerotis
Thymoites sclerotis là một loài nhện trong họ Theridiidae.
Loài này thuộc chi Thymoites. Thymoites sclerotis được Herbert Walter Levi miêu tả năm 1957.